# 科爾孫河
科爾孫河（烏克蘭語：Корсунь），是烏克蘭的河流，位於該國東部頓涅茨克州，屬於克倫卡河的支流，發源自霍尔利夫卡，河道全長25公里，流域面積100平方公里。